# Darga

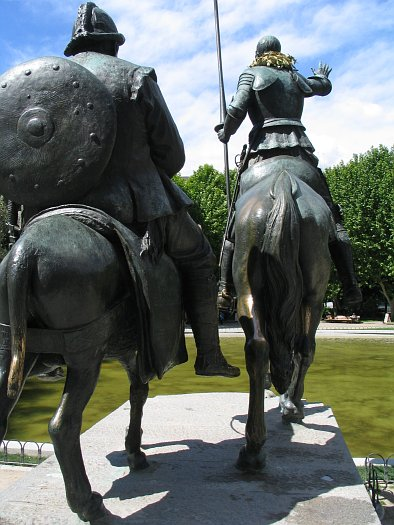
Sancho traginant la darga de don Quixot; grup escultòric de Madrid

Una darga o dargó era un escut amb un perfil ovalat o semblant a un cor, format per diferents pells d'antílop o animal similar, enganxades o cosides, la qual cosa el dotava d'una gran lleugeresa i flexibilitat. La darga, com altres escuts, se sostenia al braç esquerre del cavaller mitjançant una corretja en forma d'anella, una peça anomenada braçal o abraçadora, i que permetia, amb gran comoditat, portar-la abraçada.

## Ús
Utilitzada originalment per la cavalleria musulmana de l'Àndalus, amb el nom d'addàrqa (provenia del nord d'Àfrica; a Fes hi havia el principal centre de producció). Extremadament resistent a l'espasa i a la llança. Als segles xiv i xv la darga va ser utilitzada de forma molt important per la infanteria i cavalleria cristiana, i va decaure quan es va fer general l'ús d'armes de foc al segle xvi, encara que en realitat en el segle XVII es continuava utilitzant en combats de cavalleria entre la noblesa de la península Ibèrica, atès que en aquells temps encara es trigava molt en recarregar una arma, i l'espasa i la llança van seguir sent importants fins a l'aparició de la baioneta .

### En els jocs
Les dargues eren d'ús freqüent en els jocs de canyes i els jocs de lladrioles:
"La més a propòsit per canyes ha de ser gran, de mig dalt tesa i de mig baix tova perquè es pugui doblegar sobre l'anca del cavall. La embraçadura al bell mig, i ha de tenir dos braçals, una maneta i un fiador que vingui des de l'espatlla com tahalí, amb la seva sivella per escurçar i allargar. es fan de cartrons, a manera de rivets, que es guarneixen i han de tenir vint vores a la rodona per fora de la guarnició i també es solen folrar. Doren les dargues i les plantegen per dins; semblen millor de ferro blanques ... per al joc de lladrioles, es cobrien de fusta prima per fer-les saltar a trossos. Les que es conserven a la Reial Armeria espanyola, de més d'un metre d'altes, tenen el frontal cobert amb prolixa i fina ornamentació primorosament brodada amb sedes de diversos colors i inscripcions cúfiques, oferint un aspecte artístic molt original i gran valor decoratiu".

## A la literatura
És conegutda perquè surt al Quixot de Cervantes: "embrazando su adarga, asió de su lanza" (I, cap. III). Amb la darga al braç es va defendre el gentilhome manxec quan els mercaders toledans el van apedregar. Segurament, la darga va ser espanyada, puix que el Quixot, abans de començar la seva segona sortida, manlleva a un amic una rodella (un escut rodó que cobreix el pit).